# Індорхокей
Індорхокей — різновид хокею на траві, змагання з якого проводяться в закритих приміщеннях (залах).
Індорхокей зародився у Німеччині, де і був проведений перший турнір. У 2003 році у Лейпцигу пройшов перший Кубок світу з цього виду спорту. Чоловіча та жіноча збірна Німеччини здобули першість у цих змаганням.
Змагання з індорхокею проходять під егідою Міжнародної федерації хокею на траві (FIN). У Європі змагання організовує Європейська федерація хокею на траві.

## Основні правила гри

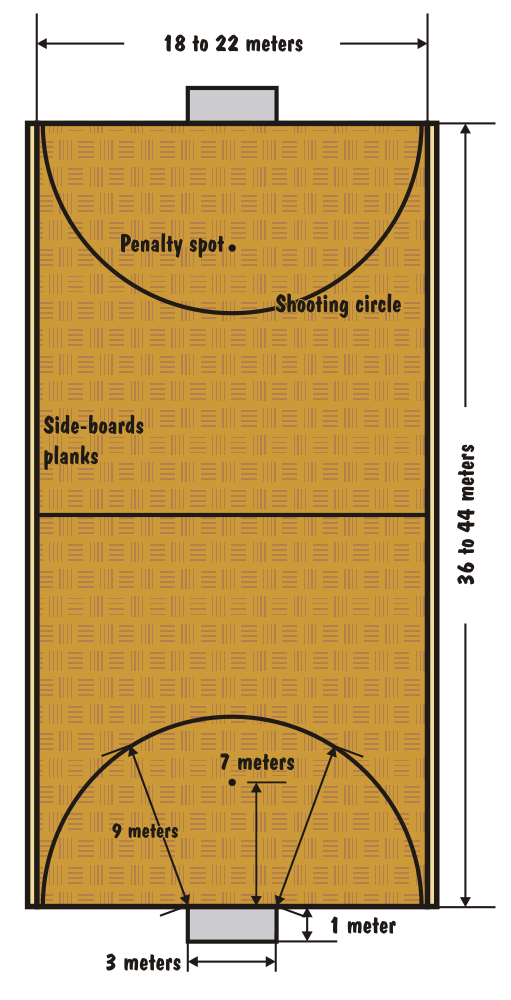
Поле для гри в індорхокей

Гра проходить на прямокутному майданчику з довжиною від 36 м до 44 м, шириною від 18 м до 22 м. Ворота мають розміри 3×2 м, такі ж як і в гандболі (спочатку гра проводилася на гандбольних майданчиках). Для виконання штрафних кидків на відстані 7 м від лінії воріт наноситься відмітка діаметром 10 см. Для виконання штрафних кутових ударів наносяться відмітка кола для ударів радіусом 9 м від центру воріт.
Гравці використовують ключки і м'яч. Ключкою грають тільки з лівого боку, гак якої не перевищує 10 см і є плоский. Вага повинна бути від 340 г до 794 г, ширина така, щоб пройти через кільце діаметром 5,1 см. Вага м'яча повинна бути в межах 156—163 г, окружність м'яча — 23,5-22,4 см, колір білий або інший за домовленістю команд.
На гру команди заявляють 12 гравців, на полі може перебувати не більше шести, один з яких воротар. Кількість замін необмежена. Якщо у команді залишається менше чотирьох гравців, то їй зараховується поразка і гра припиняється.
За порушення правил чи недисципліновану поведінку гравцям може бути показана зелена картка (попередження), жовта картка (тимчасове вилучення з поля не менше двох хвилин), червона картка (вилучення з гри).
Гру обслуговують два арбітри і контролюють її згідно з правилами.
Гра триває 40 хв (2 тайми по 20 хв).
Удари по м'ячу виконуються тільки плоскою стороною гака ключки. Перед початком удару ключка повинна перебувати на підлозі і на відстані до м'яча, що не перевищує 30 см, після удару вона не повинна пройти відстань, що не перевищує також 30 см.
Гра починається ударом з центра поля, причому гравці суперника повинні перебувати на відстані не менше 3 м. Якщо після удару м'яч пройшов 10 см, то він вважається в грі.
Гравцям забороняється навмисно піднімати м'яч вище 10 см. Гравцям забороняється грати якщо вони лежать або доторкаються рукою чи коліном підлоги. Вони не мають права ловити або зупиняти рукою м'яча. Воротар має право у межах кола для ударів грати в м'яч ключкою, руками, ногами, тілом, якщо не створює небезпечної ситуації. Поза її межами тільки ключкою або тілом, не має права грати лежачи, якщо частина тіла перебуває за межами кола для удару. Якщо воротар лежить на м'ячі, то це вважається порушенням правил.
Якщо відбулося порушення за межами кола для удару, то з цього місця здійснюється вільний удар у сторону воріт команди, яка порушила правила. Якщо порушення відбулося у колі гри, то призначається штрафний кутовий удар, він може призначатися також за грубе порушення правил і за межами кола удару. За грубе порушення у межах кола удару призначається штрафний кидок.

## Міжнародні змагання з індорхокею
- Чемпіонати світу проходять раз на чотири роки.
- Чемпіонати Європи серед національних збірних команд проходять один раз на два роки по парних роках.
- Чемпіонати Європи серед молодіжних збірних команд — один раз на два роки по непарних роках.
- Європейські турніри серед клубних команд — кожного року.[1]